# Latheron
Latheron (Schots-Gaelisch: Latharan) is een dorp in het oosten van de Schotse lieutenancy Caithness in het raadsgebied Highland. Latheron ligt aan de Noordzee, tussen Helmsdale naar het zuiden en Wick naar het noorden, beiden op ongeveer 30 kilometer.